# Meridia palpalis
Meridia palpalis is een hooiwagen uit de familie Manaosbiidae.